# エレクトリーチカ

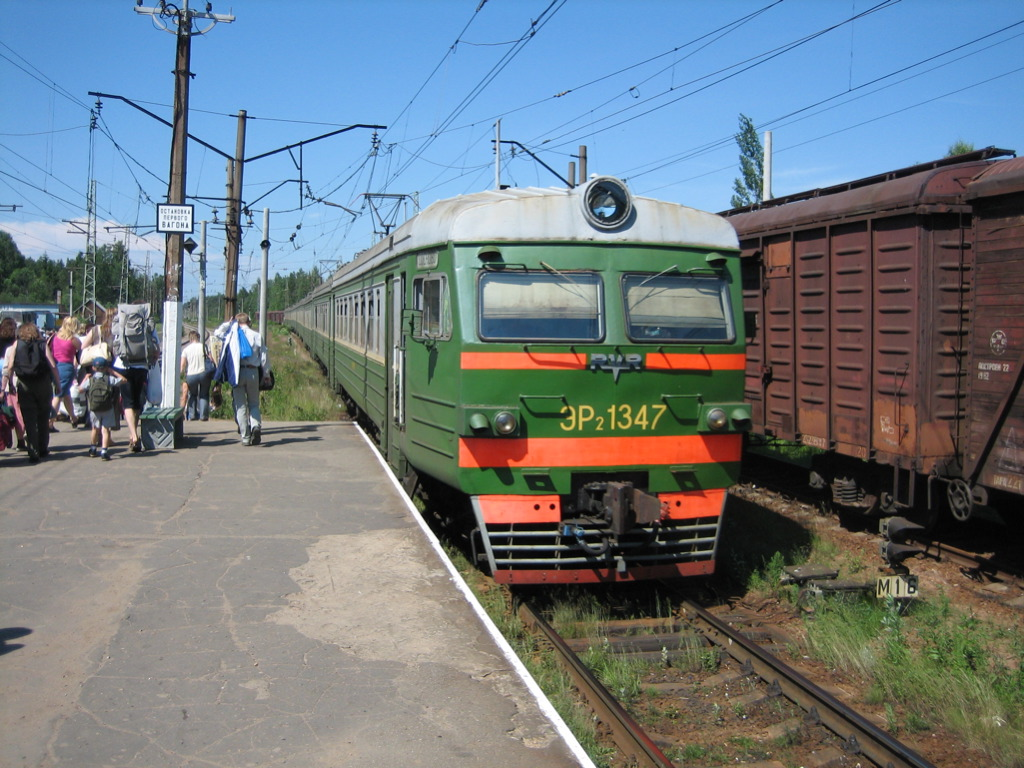
サンクトペテルブルク北郊のヴァスケロヴォ駅を発車するエレクトリーチカ（ЭР2型）

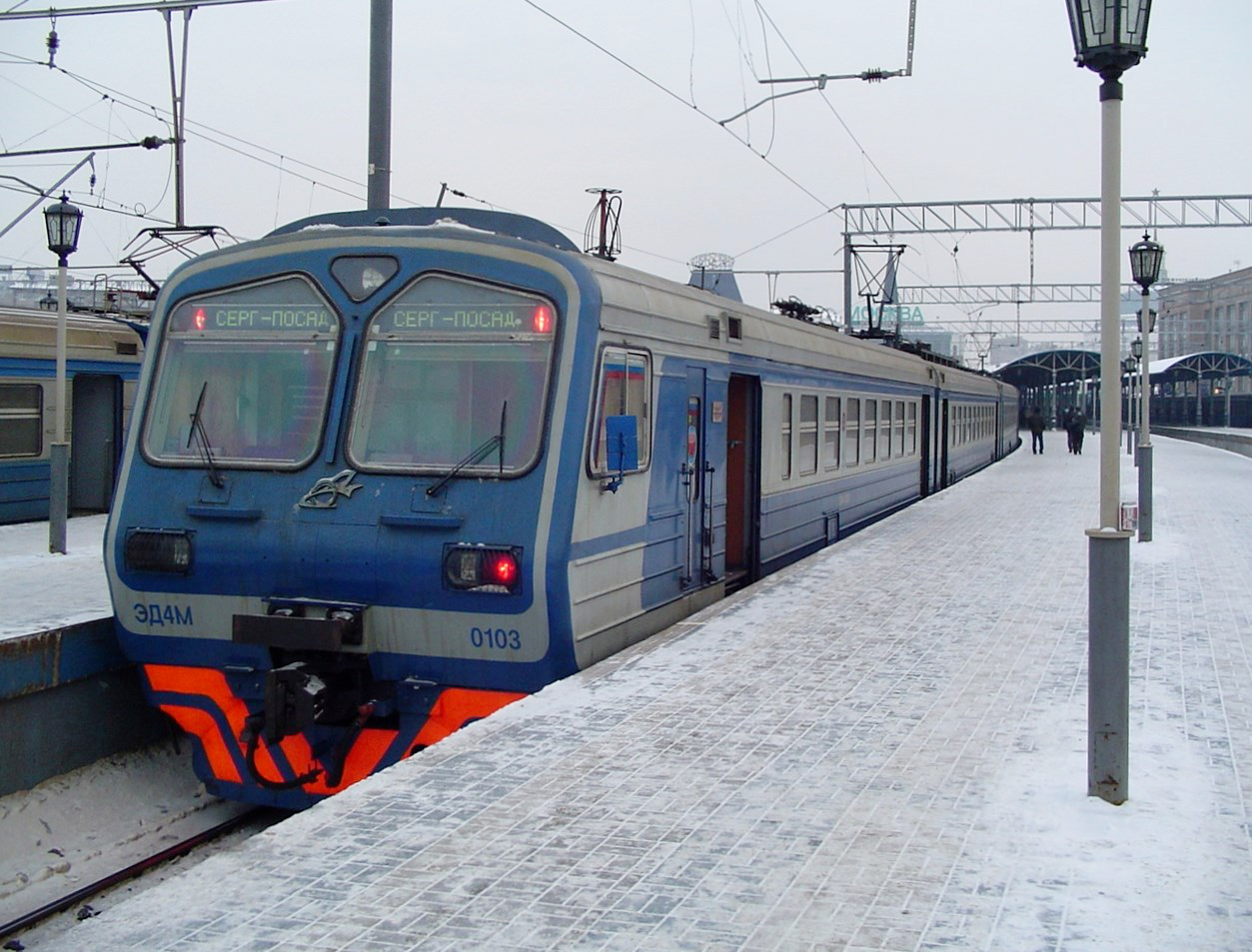
モスクワ市内のヤロスラフスキー駅に停車中のエレクトリーチカ（ЭД4M型）

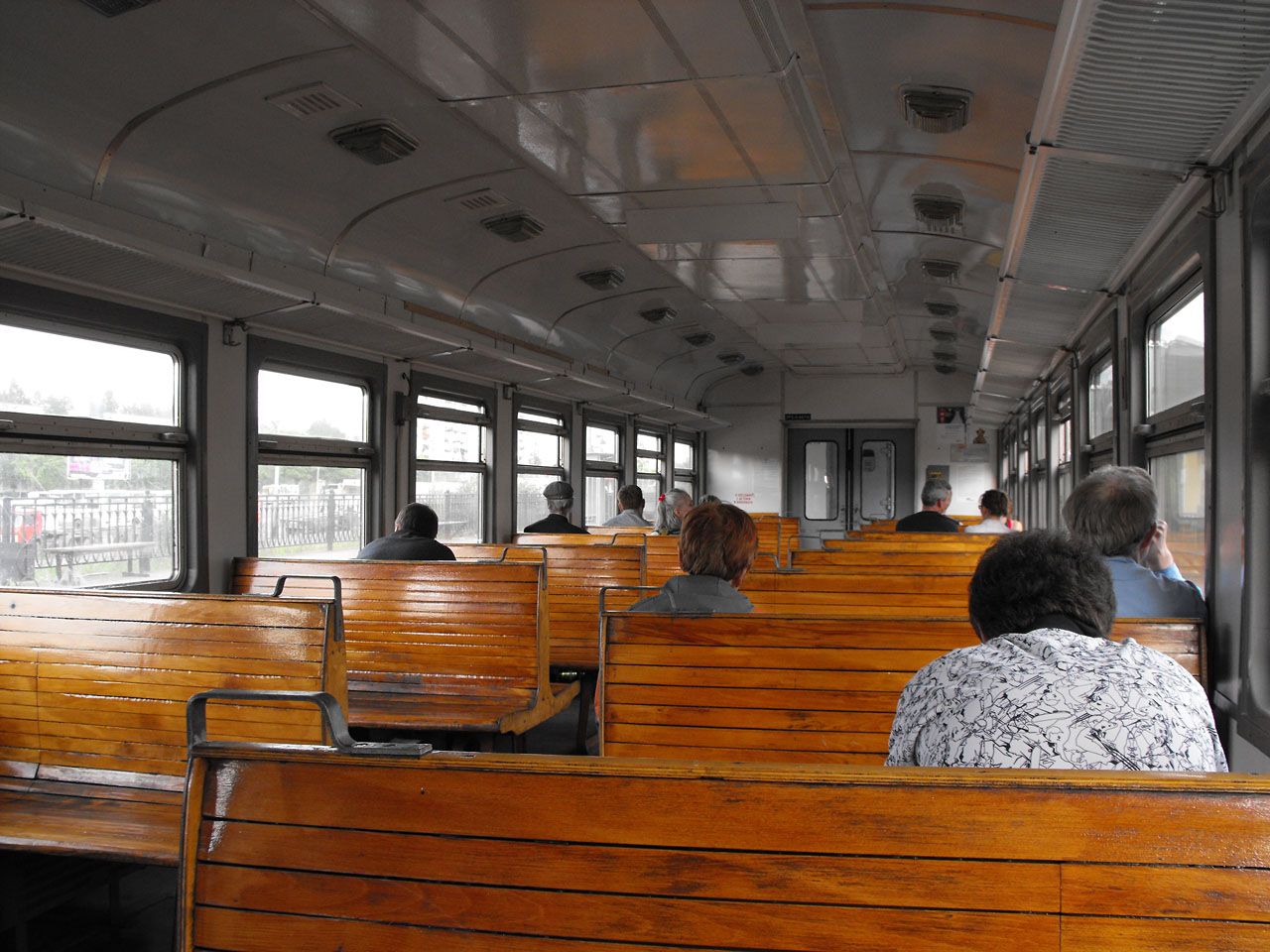
車内の様子。外に見える駅はサンクトペテルブルク西郊のソスノーヴァヤ・ポリャーナ駅。

エレクトリーチカ（ロシア語: электри́чка, ウクライナ語: електри́чка）は、ロシア、ウクライナをはじめとする旧ソビエト連邦圏内を走る近郊電車・通勤電車である。
アゼルバイジャン・ソビエト社会主義共和国のバクー - サブンチュ間で運行されたのが始まりである。
ソ連での鉄道整備は比較的発達しており、電化区間も多かったために、エレクトリーチカはソ連全土で走行した。現在でもエレクトリーチカの活動範囲はとてつもなく広く、走行範囲は東はロシアのウラジオストク駅、西はベラルーシのブレスト中央駅などで、東西1万キロ以上の範囲であり、世界一走行範囲が広い鉄道車両である。なお、ソビエト連邦の崩壊後に、塗装は各国独自になっている。

## 設備

### 車両
1950年代までは、ER（Elektropoyezd Rizhskiy, ロシア語: ЭР, электропоезд рижский）と呼ばれるラトビアのリガ車両製作工場で全車両が製造されていた。よく知られているのは直流区間用のER2と交流区間用のER9およびそれらの派生車両である。
運転は、運転手と助手の2人で行う。
通常は6両か12両編成で運転される。2両1ユニットになっており、うち1両はパンタグラフのついた動力車、もう1両は空気圧機器が搭載された付随車である。
車両は2ドア車であり、プラットホームの低い駅での乗降を考慮してステップがある。ドア幅は地下鉄よりも狭いが、ドア幅の広い新型車両も存在する。
基本的にトイレはないが、運転席のそばにトイレがある場合もある。座席は横3人掛の木製もしくはFRP製の固定式クロスシートであり、居住性は高くない。
ソ連崩壊前後は、新型車両を造る計画があったものの、1990年代の財政難によりその大半が頓挫し、長い間既存車両のリニューアルに留まっていた。実際、どの車両も塗装を除くと外見上の差異はほとんどない。ソ連時代の塗装はダークグリーンにフロントの赤帯、側面の黄帯である。
しかし近年の経済成長で、ER2の派生型である新型車のEM4"Sputnik train"が登場し、モスクワに導入され、急行用車両として運用されている。

### 駅
駅間距離は比較的長い。都市部の駅には改札があるが、郊外の駅はプラットホームへの出入りが自由である。中にはプラットホーム以外何もない駅、プラットホームの長さが足りない駅、無人駅、照明すらない駅なども存在する。また、季節によっては何もない地点で停車し、乗降客扱いをすることもある。これらの地点はキノコ狩りをする人々が利用するという意味で「mushroom stops」とも呼ばれる。
車両の整備および乗務員の勤務は専用の車両基地（Моторвагонное депо）を拠点とするが、乗務員の出社先は通常は駅であり、車両基地に通勤するわけではない。

## 経済
ソ連の交通において極めて重要な役割を担った。現在も旧ソ連諸国の政府はエレクトリーチカの運営に力を入れており、少なからぬ補助金で支えられている。だが、インフレーションの影響か運賃の値上げが続いている。

### 都市と郊外のアクセス
郊外の住民にとって自家用車はまだ一般的なものではなく、バスは渋滞などで時間が読めない。結果としてエレクトリーチカが都心と郊外を結ぶ最も安価でかつ信頼できる交通手段となる。郊外で休暇を楽しむ都会の住民や、都市部に収穫物を売りに行く農民にとっては生活の一部とも言える。

### 都市における通勤者の輸送
モスクワ、サンクトペテルブルク、キエフなどの大都市においては市内に居住する通勤・通学客の輸送に活躍している。

## 諸問題

### 遅延や運休
都市部を中心に、「輸送力不足にともなう遅延」が頻繁に発生しており、その場合に一部の電車が運休する。
また、平日昼間に線路の保守を行う路線・区間が存在し、その際にはその区間の電車は運休する。このような路線・区間沿線の地域では、以上の理由により平日昼間に不便な鉄道を嫌って、路線バスやマルシュルートカを利用する住民も少なくないといわれる。

### 無賃乗車
短距離路線では車内の検札がほとんど行われないため、その気になれば簡単に無賃乗車ができてしまう。また、乗務員に賄賂を払うことで運賃の支払いを逃れたり、偽の乗務員が乗客から料金を騙し取る例もある。

### 追加運賃の不払い
ペット・家畜や大きい荷物は別運賃だが、これを支払わずに乗車する客が存在する。

### 乗り継ぎによる長距離無賃乗車
ロシア語で俗に "езда на собаках"（英語では"pack dog riding"）と呼ばれる、エレクトリーチカ同士の乗り継ぎによる長距離無賃乗車が存在し、主に資金力の弱いホームレスや低所得者が中・長距離を移動することに利用するといわれる。たとえばロシアの二大都市であるモスクワとサンクトペテルブルクの間をモスクワ - トヴェリ - ボロゴエ - オクロフカ - マーラヤ・ヴィシェラ - サンクトペテルブルクの順に5本の電車を乗り継ぎ、無賃で乗車することで旅行が可能になるとされている。

## 文化
ソ連においては社会的な象徴であり、芸術と文学のテーマにもなっている。

### 音楽
- エレクトリーチカを舞台にし、当時のソビエト連邦で大ヒットした楽曲「После́дняя электри́чка（英語: The Last Electrichka）」 - 歌と作曲:David Tukhmanov、作詞:M. Nozhkin、演奏:Leonid Utyosov

以下に英語訳を示す。
| 「 | As usual you and me have been standing till late night. As usual, it was not enough. As usual, your mother called you home, and I went to the railway station. The last elektrichka ran away from me again, and once again, walking along the railtracks, I am making my way home. | 」 |

- 人気ロックバンドキノーは、アルバム「45」に収められた同名の曲の中で、朝のエレクトリーチカの車内の雰囲気を歌っている。

以下に英語訳を示す。
| 「 | In the tambour, it's chilly but at the same time warm In the tambour, the air is full of cigarette smoke, but at the same time it's fresh Why do I keep silent, why don't I shout? I am silent. The elektrichka takes me to where I don't want to go. | 」 |

### 映画
1980年度のアカデミー外国語映画賞を受賞した「モスクワは涙を信じない」の主役のエカテリーナはモスクワ郊外のダーチャ（別荘・家庭菜園）からモスクワ市内への帰宅途中に乗車したエレクトリーチカの車内で恋人ゴーシャに出会う。

### 小説
作家ヴェネディクト・エロフェーエフ（Venedict Yerofeyev）が1969年から1970年にかけて執筆し、地下出版されてソビエト国外で有名になった物語詩『酔いどれ列車、モスクワ発ペトゥシキ行』（«Москва — Петушки», Moscow-Petushki）は、主人公がエレクトリーチカでモスクワからペトゥシキまでのわずか125 kmを旅しようとする様を描いている。

### ジョーク
1980年代の後半、ソビエト連邦の人々はエレクトリーチカのことをソーセージになぞらえて「ソーセージの匂いがする、長くて緑色の物（電気ソーセージ）」と呼んでいた。当時、同国の経済が危機的になり食料品店の前には長い行列ができていた。多くの国民は、モスクワをはじめとする大都市で大量の食料を長い行列をなして買い込み、エレクトリーチカに積んで持ち帰っていたという。その様子からこのジョークが生まれた。